# Piet van Kempen
Dingeman Pieter van Kempen (Ooltgensplaat, 12 december 1898 – Brussel, 5 mei 1985) was een  Nederlands professioneel baanwielrenner.

## Biografie
Zijn oorspronkelijke voornaam was Dingeman. Toen hij zich echter had voorgenomen om een internationale carrière als wielrenner te ambiëren ging hij zijn tweede voornaam gebruiken, aangezien volgens hem Dingeman niet gemakkelijk in het gehoor lag, en sindsdien heette hij Piet.
Dingeman groeide op in Den Haag waarheen zijn ouders aan het einde van de 19e eeuw verhuisden. Hij verloor op jonge leeftijd zijn moeder, waarna zijn vader hertrouwde met de zuster van zijn moeder. Al op zeer jeugdige leeftijd voelde hij zich aangetrokken tot de wielersport en na lang zeuren kreeg hij dan ook een tweedehands racefiets van zijn vader, waarmee hij deelnam aan de elfstedentocht op de fiets, een wedstrijd over een afstand van 200 km. Tijdens de Eerste Wereldoorlog was hij gelegerd in Harderwijk en kreeg hij de kans op de wielerbaan van Harderwijk de kneepjes van het vak te leren van daar geïnterneerde Belgische coureurs.
In 1918, nog voor het einde van de oorlog, ging hij naar Brussel waar hij aan wedstrijden ging meedoen. De eerste jaren waren erg moeilijk voor hem omdat hij niet altijd een startvergunning kon krijgen en hij wel moest trachten rond te komen van de wedstrijdpremies. Hij trouwde met de zuster van collega-wielrenner René Boogmans en kreeg hierdoor veel steun van haar familie. Zo kon hij in 1920 zijn eerste zesdaagse van Brussel rijden, hij werd gekoppeld aan Arthur Vanderstuyft, een oud-stayerkampioen. Ondanks het lage startgeld greep Van Kempen zijn kans door een zeer strijdlustige manier van rijden en dat leverde hem dan ook al direct een contract op om in de Verenigde Staten te gaan rijden, samen met de ervaren Australische renner Reggie MacNamara.
Piet van Kempen ontwikkelde zich als een veelzijdig coureur die zowel op de baan als ook op de weg succesvol was. Op de baan werd hij vooral bekend om zijn sprintcapaciteiten en in koppelkoersen. Zijn grootse triomfen behaalde hij echter als zesdaagsenwielrenner in de Verenigde Staten en Duitsland. Hij startte in meer dan honderd zesdaagsen en boekte zijn eerste overwinning in de New Yorkse zesdaagse van 1921, samen met de Zwitser Oscar Egg.
Zijn professionele wielerloopbaan duurde van 1920 tot 1943. In totaal won hij 32 zesdaagsen, werd twaalf keer tweede en elfmaal derde. Met deze 32 overwinningen was hij enige tijd de eerste op de ranglijst aller tijden, totdat deze prestatie werd overtroffen door William Peden met 38 overwinningen. Zijn hoogtepunt beleefde hij in het seizoen 1929/1930 toen hij 5 zesdaagsen op zijn naam bracht. Hij kreeg diverse bijnamen waaronder 'Koning der Zesdaagsen'. 'Zwarte Piet' en 'Vliegende Hollander'. In de Verenigde Staten werd hij 'Big Pete' genoemd. Hij maakte ieder jaar, voor de aanvang van het seizoen, de oversteek naar de States om er zijn wedstrijden te rijden. In zijn glorietijd verdiende hij hiermee veel geld dat door zijn vrouw werd belegd. Zelf had hij een gat in zijn hand, maar hij leefde wel tamelijk sober en kon wellicht hierdoor een lange carrière als wielrenner maken.
Na zijn wielerloopbaan werd hij zakenman in huizen en begon hij een drukbezocht café-restaurant in Brussel. In 1955 kondigde hij op 56-jarige leeftijd nog een comeback aan en werd hem, na een aantal weigeringen door diverse organisatoren van wedstrijden, een contract gegund voor het rijden van een omnium in het Gentse Sportpaleis. Dit liep echter, ondanks de geestdriftige aanmoedigingen van de toeschouwers, uit op een, voor hem, grote deceptie en zijn droom om nog eens een zesdaagse te rijden ging in rook op.

## Overzicht Zesdaagse overwinningen
| Nr. | Jaar   | Zesdaagse van | Samen met                      |
| --- | ------ | ------------- | ------------------------------ |
| 1.  | 1921-1 | New York      | Oscar Egg                      |
| 2.  | 1922   | Brussel       | Emile Aerts                    |
| 3.  | 1923   | Parijs        | Oscar Egg                      |
| 4.  | 1925-1 | New York      | Reginald Mac Namara            |
| 5.  | 1925   | Brussel       | Emile Aerts                    |
| 6.  | 1925   | Parijs        | Alfred Beyl                    |
| 7.  | 1926   | Brussel       | Klaas van Nek                  |
| 8.  | 1926   | Breslau       | Ernst Feja                     |
| 9.  | 1927-2 | Berlijn       | Maurice Dewolf                 |
| 10. | 1928   | Dortmund      | Maurice Dewolf                 |
| 11. | 1963   | Stuttgart     | Theo Frankenstein              |
| 12. | 1928-3 | Chicago       | Mike Rodak                     |
| 13. | 1929-2 | Stuttgart     | Paul Buschenhagen              |
| 14. | 1930   | Brussel       | Paul Buschenhagen              |
| 15. | 1930   | Breslau       | Paul Buschenhagen              |
| 16. | 1930-1 | Berlijn       | Paul Buschenhagen              |
| 17. | 1965   | Saint-Étienne | Francis Faure                  |
| 18. | 1930-1 | Montréal      | Joe Laporte                    |
| 19. | 1931   | Breslau       | Willy Rieger                   |
| 20. | 1932   | Dortmund      | Jan Pijnenburg                 |
| 21. | 1932   | Parijs        | Jan Pijnenburg                 |
| 22. | 1932   | Marseille     | Armand Blanchonnet             |
| 23. | 1932   | Amsterdam     | Jan Pijnenburg                 |
| 24. | 1933-2 | Cleveland     | Jules Audy                     |
| 25. | 1934-1 | San Francisco | Jack Mac Coy                   |
| 26. | 1934   | London        | Sidney Cozens                  |
| 27. | 1934   | Minneapolis   | Reggie Fielding en Heinz Vopel |
| 28. | 1935   | Kansas City   | William Peden                  |
| 29. | 1935-1 | San Francisco | James Corcoran                 |
| 30. | 1936   | Saint-Étienne | Jean van Buggenhout            |
| 31. | 1937   | Saint-Étienne | Jean van Buggenhout            |
| 32. | 1937   | Londen        | Albert Buysse                  |

| Aantal | Samen met |
| ------ | --- |
| 4      | - Paul Buschenhagen |
| 3      | - Jan Pijnenburg |
| 2      | - Oscar Egg - Emile Aerts - Maurice Dewolf - Jean van Buggenhout - Graeme Gilmore |
| 1      | - Reginald Mac Namara - Alfred Beyl - Klaas van Nek - Theo Frankenstein - Mike Rodak - Francis Faure - Joe Laporte - Willy Rieger - Armand Blanchonnet - Jules Audy - Jack Mac Coy - Sidney Cozens - Reggie Fielding - Heinz Vopel - William Peden - James Corcoran - Albert Buysse |

## Overige overwinningen
1916
- 1e in NK Baan, sprint, amateurs

1925
- 1e in NK Baan, sprint, elite